# 复活的军团
參數所指定的目標頁面不存在，建議更正成存在頁面或直接建立下列一個頁面（建立前請先搜尋是否有合適的存在頁面可以取代）：
- 復活的軍團 (無綫電視節目)

《复活的军团》是一部拍摄制作的纪录片，内容讲述的是秦国的经济、军事及统一过程，从兵马俑、各地遗址分析了整个过程。
本片由北京科学教育电影制片厂于2004年出品，荣获第22届中国电视金鹰奖长篇电视纪录片最佳作品奖，一共6集。
香港無綫電視首播方面，於2005年购买本片的播映权，由鄧景輝主持。